# Week End Tour
Tournées par Lorie
Live Tour 2003
(2003) Live Tour 2006
(2006)
Albums de Lorie
Attitudes
(2004) Best of
(2005)
Week End Tour est le nom de la seconde tournée de Lorie, vue par plus de 500 000 spectateurs. Un show triomphant qui s'est vu publié sous forme de CD et DVD. Cette tournée sert à promouvoir son troisième album Attitudes.

## Caractéristiques
- Plus de 500 000 spectateurs[réf. nécessaire].
- La tournée est divisée en 2 parties avec une pause durant l'été. La première du 28 janvier au 5 juin 2004 et la deuxième du 22 octobre au 22 décembre 2004.
- Cette tournée a comporté 112 concerts (68 pour la première partie et 44 pour la seconde) dans toute la France, en Belgique, en Suisse ainsi que dans les îles francophone.
- Durée du CD : 1 heure 18 minutes de concert + 1 heure de bonus.
- Durée du DVD simple : 1 heure 43 minutes de concert + 2 heures de bonus.
- Durée du DVD collector : 1 heure 43 minutes de concert + 4 heures de bonus.

## Versions du CD et du DVD commercialisées
- La version CD simple contient Un CD et un DVD qui contient 16 titres live ainsi qu'un bonus de 2 clips et 2 making-of en DVD.
- La version collector du CD a le même contenu que la version simple avec en plus l'affiche du concert et une montre Lorie.
- La version collector du DVD, dont le contenu est la même que la version simple, est dans un coffret cartonné et contient en plus un bêtisier ainsi qu'un film de 90 minutes sur le concert + un tatoo strass collector et un poster.
- Un coffret 2 DVD comprenant le concert Week End Tour en DVD (édition simple) ainsi que le DVD Tendrement vôtre de Lorie était disponible en 2005.

## Titres du concert
| 1. Intro week end tour (1 min 24 s) 2. Sur la scène (4 min 53 s) 3. La Positive attitude (5 min 05 s) 4. Toute seule (3 min 54 s) 5. J'ai besoin d'amour (4 min 28 s) 6. C'est plus fort que moi (4 min 54 s) 7. En regardant la mer (4 min 01 s) 8. Medley Week End Tour (7 min 41 s) 1. Près de moi (1 min 09 s) 2. Je serai (ta meilleure amie) (1 min 39 s) 3. Dans mes rêves (0 min 43 s) 4. I love you (0 min 47 s) 5. Tout pour toi (2 min 45 s) 9. Baggy, bandana et poésie (4 min 34 s) 10. Ensorcelée (4 min 38 s) 11. Si tu revenais (5 min 17 s) 12. Ma bonne étoile (5 min 18 s) 13. Les ventres ronds (8 min 12 s) 14. Week-end (5 min 39 s) 15. Sur un air latino (6 min 07 s) 16. Au-delà des frontières (7 min 50 s) Les bonus de la version CD sont sur format DVD. 1. Ensorcelée clip 2. Ensorcelée making of 3. C'est plus fort que moi (live) clip 4. Week-end live tour making of 5. Bande annonce tournée "Week-end tour 2004" | Ceci correspond à la liste complète des titres chantés lors de la tournée. 1. Intro Show Lorie (1 min 22 s) 2. Sur la scène (4 min 55 s) 3. La Positive attitude (4 min 30 s) 4. Toute seule (4 min 01 s) 5. J'ai besoin d'amour (5 min 40 s) 6. C'est plus fort que moi (4 min 40 s) 7. En regardant la mer (4 min 58 s) 8. Medley Week End Tour (7 min 22 s) 1. Près de moi 2. Je serai (ta meilleure amie) 3. Dans mes rêves 4. I love you 5. Tout pour toi 9. Baggy, bandana & poésie (4 min 14 s) 10. Ensorcelée (6 min 54 s) 11. Si tu revenais (7 min 15 s) 12. À 20 ans (4 min 04 s) 13. Ma bonne étoile (5 min 24 s) 14. Break danseurs week (5 min 01 s) 15. Les ventres ronds (8 min 16 s) 16. Week-end (5 min 23 s) 17. Sur un air latino (5 min 14 s) 18. Le temps de partir (3 min 56 s) 19. Au-delà des frontières (8 min 57 s) Version simple 1. Casting Danseurs 2. Au-delà des frontières (vision de Lorie de la scène) 3. Répétitions des chorégraphies 4. Répétitions musiciens Version collector 1. Casting Danseurs 2. Au-delà des frontières (vision de Lorie de la scène) 3. Répétitions des chorégraphies 4. Répétitions musiciens 5. Week-end Tour "Le film" « 90 min de pure folie… La vraie vie de tournée comme si vous y étiez !! » 6. Bêtisier « C'est plus fort qu’elle !! » |

## Certifications
| CD     | CD            | CD              | CD                |
| Pays   | Certification | Date            | Ventes certifiées |
| ------ | ------------- | --------------- | ----------------- |
| France | Or            | 8 décembre 2004 | 100 000           |

| DVD    | DVD            | DVD              | DVD               |
| Pays   | Certification  | Date             | Ventes certifiées |
| ------ | -------------- | ---------------- | ----------------- |
| France | DVD de diamant | 22 décembre 2004 | 200 000           |

## Classement des ventes
| Pays     | Meilleure position (CD) | Meilleure position (DVD) |
| -------- | ----------------------- | ------------------------ |
| France   | 2                       | 1                        |
| Suisse   | 69                      | —                        |
| Belgique | 5                       | 1                        |